# Renzo Rosso (empresario)
Renzo Rosso (Brugine, 15 de septiembre de 1955) es un estilista, empresario y director deportivo italiano.
Fundador y accionista de Diesel, una empresa de ropa de importancia mundial (especialmente para jeans), es presidente de OTB Group (Only The Brave), el holding que controla las marcas de moda Diesel, Maison Martin Margiela, Marni, Jil Sander, Viktor & Rolf, Amiri (participación minoritaria), Staff International (fabricante y distribuidor de accesorios DSQUARED2, Maison Margiela, MM6, Marni, Diesel), Brave Kid (empresa especializada en la investigación, desarrollo, producción y distribución de prêt-à-porter y accesorios para niños), así como el club de fútbol L.R. Vicenza Virtus. Fundador de la organización sin fines de lucro Only The Brave Foundation, también preside la empresa Red Circle, el Diesel Farm en Marostica y varios hoteles de lujo como el Pelican Hotel en Miami Beach, el Chiltern Firehouse en Londres y el hotel Ancora en Cortina d'Ampezzo. Rosso también invirtió en el sector del vino al unirse a Masi Agricola.
Está catalogado por Forbes como una de las personas más ricas de Italia, con una fortuna estimada en 3500 millones de dólares.

## Biografía

### Primeros años
Nacido en una familia de agricultores, vive y asiste a la escuela en Brugine y luego continúa sus estudios en el Instituto técnico Ruzza en Padua, una escuela secundaria especializada en la formación de técnicos para la empresa textil. Aquí, a la edad de quince años, Renzo Rosso produjo su primera prenda de diseño propio: un par de jeans acampanados de cintura baja hechos con la máquina de coser Singer de su madre. Luego comenzó a producir diferentes modelos de jeans para regalarlos a amigos o venderlos en la escuela. Después de graduarse, se matriculó en la facultad de Economía de la Università Ca' Foscari de Venecia; sin embargo, unos meses después, tras una entrevista con Adriano Goldschmied (entonces al frente del Grupo Genius, importante holding italiano del sector de la confección), abandonó sus estudios para convertirse en técnico de producción en Moltex, filial del grupo Genio.
En 1978, a la edad de veintitrés años, fundó la marca Diesel, inicialmente en sociedad con Goldschmied, para luego tomar el control total de la misma en 1985. Anteriormente ya había creado la marca Goldie. En 2003 Rosso será descrito por Suzy Menkes en el The New York Times como el genio de los jeans.

### Hacia China
Después de un 2016 complejo (y con las cuentas de Diesel en rojo), en 2017 el empresario de Veneto lanzó su nueva campaña publicitaria con el lema ir con la falla: el cortometraje realizado por el director Francois Rousselvet fue presentado con motivo de los desfiles de moda otoño/invierno 2017/2018 en Pekín.
Renzo Rosso, junto al director creativo de las colecciones Nicola Formichetti, se abre al mercado chino: según algunos análisis de mercado, en 2020 contará con un 60-70% de consumidores de artículos de lujo chinos. Y es la estrella china Chris Lee, de hecho, quien se encarga de crear la nueva colección cápsula de la marca.
El presidente del grupo OTB vuelve a utilizar el mensaje "antisistema" utilizado desde sus inicios en 1991 como camino a seguir para relanzar la marca, que de hecho se distinguió inmediatamente por sus mensajes irreverentes que exaltaban el derrocamiento de valores canónicos, como el Campaña "Be Stupid" lanzada en 2010.

### Intereses deportivos
De 1996 a 2018 fue propietario (a través de su propio holding) del Bassano Virtus, el equipo de fútbol de la ciudad de Bassano del Grappa, donde reside. Bajo su dirección, el club logró los mejores resultados de su historia, primero ganó un scudetto de la Serie D, luego se estabilizó en el fútbol profesional italiano y estuvo cerca del ascenso a la Serie B en varias ocasiones.
En mayo de 2018, tras la quiebra de Vicenza Calcio, se hizo cargo de los bienes en la subasta de liquidación y la refundó trasladando la sede de Bassano (que a su vez renacía independientemente de su grupo) a la capital de provincia, con la nueva denominación LR Vicenza Virtud.
También en el ámbito futbolístico, desde 2016 la marca Diesel es patrocinadora oficial del Milan, equipo del que el propio Rosso es hincha. A partir de 2018, la misma marca se convierte en patrocinador principal de L.R. Vicenza.

## Vida personal
Se casó por tercera vez, con Arianna Alessi, en secreto en Miami en marzo de 2022, revelándolo recién en 2023. Tiene siete hijos (tres de ellos trabajan en la empresa): se convirtió en padre del menor, una niña, a los 60 años.

## Premios y reconocimientos
- 2010, Millennium Development Goals Global Leader, Ciudad de Nueva York, EE. UU.
- 2010, 2009, 2007, 2001, 1997 y 1992, "Gran Prix" en los Cannes Lions International Awards, Cannes, Francia
- 2005, Master Honoris Causa, Universidad de Verona, Italia
- 2004, Pitti Immagine Uomo, Florencia. Italia
- 2000, Master Honoris Causa, Fundación CUOA de Altavilla Vicentina, Italia.[8]
- 1998, "Advertiser of the Year" en los Premios Internacionales Cannes Lions, Cannes, Francia
- 2023, Premio La Moda Veste la Pace de African Fashion Gate junto con Arianna Alessi, respectivamente presidenta y vicepresidenta de la Fundación OTB por el compromiso demostrado en el apoyo a la población ucraniana desde el estallido del conflicto el 24 de febrero de 2022.[9]

## Obras
- Be stupid for a successful living, Milán, Rizzoli, 2011.